# Kerstin Gähte
Kerstin Gähte, eigentlich Kerstin Ulla Gähte-Reichert, (* 22. September 1958 in Düsseldorf; † 1. Februar 2017 ebenda) war eine deutsche Schauspielerin.

## Leben
Kerstin Ulla Gähte wurde zunächst als Arzthelferin und als Medizinisch-technische Assistentin ausgebildet. Im Anschluss absolvierte sie in Düsseldorf an der Schauspielschule Leistikow eine Ausbildung zur Schauspielerin. Ein Stipendium bekam sie von der Filmstiftung Nordrhein-Westfalen 1996 für einen Hollywood Actors Workshop in Los Angeles.
Gähte erhielt ihr erstes Theaterengagement am Schauspielhaus Düsseldorf. Später wechselte sie an das Staatstheater Hannover. Dort spielte sie unter anderem in einer Bühnenfassung des Romans Gefährliche Liebschaften von Choderlos de Laclos und in dem Musical Linie 1. In dem Drei-Frauen-Stück Teures Glück von Jean Bouchard übernahm sie die Rolle der alleinerziehenden Mutter Rosine. Inge Meysel, die selbst bereits in Berlin an der Komödie am Kurfürstendamm in diesem Stück aufgetreten war, wurde daraufhin auf Gähte aufmerksam und half ihr, Zutritt zu den verschiedensten Boulevardtheatern in Deutschland zu erhalten. Gähte spielte in der Folgezeit unter anderem ebenfalls an der Komödie am Kurfürstendamm, an der Komödie Winterhuder Fährhaus in Hamburg und am Theater am Dom in Köln.
Bekanntheit erlangte Gähte auch durch ihre zahlreichen Fernsehrollen. Sie übernahm dabei mehrere durchgehende Serienrollen, wiederkehrende Episodenrollen und auch Gastrollen.
Von 1997 bis 2004 spielte Gähte in der WDR-Serie Die Anrheiner die Rolle der Evelyn Krings. Von 2004 bis 2005 war sie im ZDF in der Telenovela Bianca – Wege zum Glück in der Rolle der Ariane Wellinghoff zu sehen. Außerdem spielte sie für das ZDF in Verfilmungen von Erzählungen von Inga Lindström und Rosamunde Pilcher. Von März bis Juni 2012 spielte sie in der ARD-Telenovela Sturm der Liebe die Rolle der Nicola Westphal. Von Mai bis Juni 2013 war sie erneut in der ARD-Telenovela als Franziska Appelt zu sehen, die der verstorbenen Nicola Westphal glich.
Kerstin Gähte starb nach einem zweijährigen Krebsleiden in ihrem Wohnort Düsseldorf. Sie hinterließ ihren Ehemann, den Schauspieler Lutz Reichert, sowie einen erwachsenen Sohn.

## Theaterengagements
- 1985–1989: verschiedene Stücke im Schauspielhaus Düsseldorf
- 1988/1989: Gefährliche Liebschaften (Staatstheater Hannover)
- 1988/1989: Linie 1 (Staatstheater Hannover)
- 1993: Hexenschuß (Komödie Düsseldorf)
- 1994: Ein ungleiches Paar (Comödie Bochum)
- 1994: Es bleibt in der Familie (Komödie Düsseldorf)
- 1995: Der Ausreißer (Theater am Kudamm)
- 1996: Mein Vater, der Junggeselle (Komödie Düsseldorf)
- 1997: Trauben und Rosinen (Theater am Dom in Köln)
- 1999/2000: Doppelt hält besser (Comödie Bochum)
- 1999–2004: Honigmond (Comödie Wuppertal)
- 2000/2002: Wie wär’s denn, Mrs. Markham (Comödie Duisburg)
- 2003: Alles für die Katz (Comödie Bochum)
- 2005: Fang den Mörder (Gloria-Theater Köln)
- 2006: Reifeprüfung (Theater an der Kö in Düsseldorf)
- 2008: Loriots dramatische Werke (Theater am Dom in Köln)
- 2010: Denn sie wissen nicht, was sie erben (Theatergastspiele Kempf)
- 2011: Ein Schlüssel für Zwei (Komödie Frankfurt)
- 2011/2012: Alles auf Krankenschein (Komödie Düsseldorf)
- 2013: Ziemlich beste Freunde (Komödie Düsseldorf)
- 2014: Ausser Kontrolle (Komödie Frankfurt)
- 2014: Noch einmal, aber besser (Theater an der Kö in Düsseldorf)
- 2014/2015: Ziemlich beste Freunde (Fritz Rémond Theater Frankfurt)
- 2015: Ziemlich beste Freunde (Contra-Kreis-Theater Bonn)
- 2015: Ziemlich beste Freunde (Fritz Rémond Theater Frankfurt)
- 2016: Ziemlich beste Freunde (Komödie Düsseldorf)
- 2016: Ziemlich beste Freunde (Komödie im Bayerischen Hof)
- 2016: Terror (Contra-Kreis-Theater Bonn)

## Filmografie (Auswahl)
- 1990: Tatort: Zeitzünder
- 1990: Ein Heim für Tiere
- 1991: Großstadtrevier – Revanche
- 1991: Peter Strohm
- 1991: Siebenstein
- 1992: Wolffs Revier – Witwe in Weiß
- 1997: T.V. Kaiser – Positives Denken
- 1997: Kommissar Schimpanski
- 1997: Stadtklinik – Verliebt
- 1997: Park Hotel Stern – Champagner am Nachmittag
- 1997–2004: Die Anrheiner
- 1999: Höllische Nachbarn
- 1999: Cityexpress
- 1999: Wie war ich, Doris?
- 1999: Fremde Verwandte (Fernsehzweiteiler)
- 2001: Der kleine Mönch – Der Heiratsschwindler
- 2002: Die Sitte – Stiller Schrei
- 2002: Zwei Profis und das tote Mädchen
- 2004–2005: Bianca – Wege zum Glück
- 2005: Die Rosenheim-Cops – Die Leiche im Moor
- 2005: Da kommt Kalle – Goldfieber
- 2006: Inga Lindström: Sommertage am Lilja-See
- 2007: Mordshunger
- 2007: Lindenstraße – Viel Trinken
- 2007: Geile Zeit
- 2007: Maddin in love
- 2007: Rosamunde Pilcher – Nebel über Schloss Kilrush
- 2007: Kreuzfahrt ins Glück – Hochzeitsreise nach Chile
- 2008: Alles was zählt
- 2008: Lovers Lane
- 2008: SOKO Köln – Doppelgrab
- 2009: Rosamunde Pilcher – Liebe gegen den Rest der Welt
- 2009: Was geschah – Man weiß es nicht (Kurzfilm)
- 2009: Der Staatsanwalt – Zwischen den Fronten
- 2010: Inga Lindström – Prinzessin des Herzens
- 2010: Küss mich Koch
- 2011: Lena – Liebe meines Lebens
- 2011: Wie früher (Kurzfilm)
- 2011: Die Wämmser (Serienpilot)
- 2011: Der letzte Bulle (Fernsehserie) – Kita des Grauens
- 2012: Sturm der Liebe
- 2012: SOKO Köln – In der Falle
- 2013: Sturm der Liebe
- 2013: Männertreu
- 2014: Rentnercops – Solange man Träume noch leben kann
- 2014: Agnes (Regie: Johannes Schmid)
- 2015: In aller Freundschaft – Die jungen Ärzte – Alte Liebe
- 2015: Herzensbrecher – Vater von vier Söhnen – Entführt
- 2016: Die Lebenden und die Toten – Ein Taunuskrimi

## Auszeichnungen
- 2009: 2880-Filmfestival Leverkusen: Preis für die beste schauspielerische Leistung in einem 2880-Film für Was Geschah – Man weiß es nicht